# 蕾切尔·戴利
蕾切尔·戴利，MBE（英語：Rachel Daly，1991年12月6日—），英国女子足球运动员。她曾代表英格兰代表队参加2019年国际足联女子世界杯。她也曾参加2020年夏季奥林匹克运动会。